# Herb gminy Skórcz
Herb gminy Skórcz – jeden z symboli gminy Skórcz, ustanowiony 30 marca 1995.

## Wygląd i symbolika
Herb przedstawia na tarczy złoty kłos zboża na zielonym tle, stanowiącym kontur lasów. Po prawej stronie umieszczono na żółtym tle czerwone zachodzące nad lasem słońce. W tarczy słońca znajduje się szpak – symbol związków gminy wiejskiej z historią miasta Skórcz. 